# Forum per il rafforzamento della nazione
Il Forum per il rafforzamento della nazione è una bacheca digitale cinese sul sito web del Quotidiano del Popolo, un giornale ufficiale del Partito Comunista Cinese.
Lo scopo del forum è favorire la discussione su come rendere la Cina una nazione più forte. Il forum è abbastanza particolare, essendo sponsorizzato da un organo del Partito Comunista Cinese ma avendo una certa quantità di discussione relativamente aperta e disinibita, comprese a volte critiche estremamente forti al governo del Quotidiano del Popolo. Studiosi di comunicazione come Peng Lan sostengono che la sua creazione per mobilitare l'opposizione su Internet al bombardamento dell'ambasciata cinese a Belgrado nel 1999 sia stato un momento epocale nella storia di Internet in Cina, e il forum è stato citato come un importante fattore nello sviluppo del nazionalismo cinese su Internet.
Con argomenti politicamente delicati come le dimostrazioni del 1º luglio 2003 a Hong Kong contro l'Articolo 23 della Legge Fondamentale di Hong Kong, lo spazio di dibattito e di analisi all'interno del forum è spesso più esteso di quello del giornale stesso.
Dopo la morte di Zhao Ziyang il 17 gennaio 2005, il forum fu inondato di messaggi esprimenti condoglianze. Questi messaggi furono rapidamente cancellati dai moderatori, perché il governo temeva che qualsiasi cordoglio di massa per il leader epurato avrebbe causato disordini civili, e alcuni manifesti risposero ridicolizzando i moderatori. Una persona chiese: "Potevo postare messaggi la mattina, ma perché non la sera?".